# Sillsallad

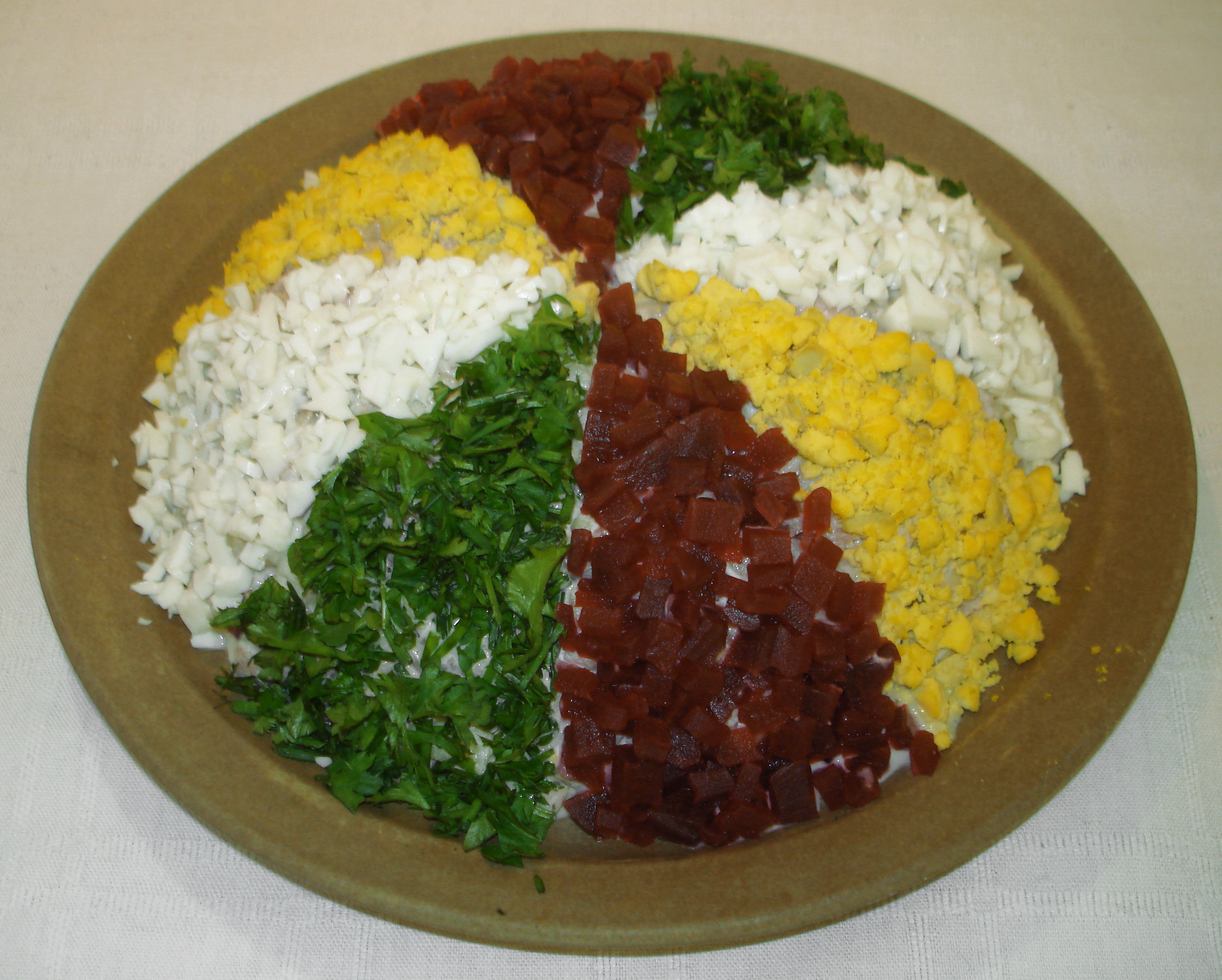
Norsk sillsallad.

Sillsallad är en salladblandning av salta sillfiléer, inlagda rödbetor, eventuellt även potatis och äpplen, lök, majonnäs och vispgrädde.

## Finsk sillsallad
Rosoll [rå'såll], finska rosolli, hör till det finska julbordet och påminner om svensk sillsallad. Tärnad, kokt potatis respektive morot samt inlagd rödbeta läggs radvis på ett serveringsfat. Rosollen kan dessutom bestå av inlagd gurka, äpple, lök och sill. Om sill inte ingår i rosollen, så kan den kallas för rödbetssallad. Rosoll kan ätas med en sås gjord på vispad grädde smaksatt med vinäger.
Finlandssvenska ordet rosoll är ett ryskt lånord (genom finskan). I Ryssland betydde det ursprungliga ordet salt- eller ättiksinlägg. Svenskans sillsallad torde vara ursprunget till sinsalla som namn på rosoll i finska Österbotten.

## Estnisk sillsallad
Rassolje eller rosolje är en sillsallad från Estland, med liknande karaktär och etymologi som finskans rosoll. I salladen är tärnad potatis och rödbeta huvudingrediens, medan sill (eller strömming) inte ingår i vissa recept.